# Batman vs. Two-Face
Batman vs. Two-Face é um filme de animação lançado diretamente em vídeo dos Estados Unidos dos gêneros comédia, ação e superaventura de 2017,  produzido pela Warner Bros. Animation e distribuído pela Warner Bros. Pictures. É uma sequência de Batman: Return of the Caped Crusaders. Foi lançado em DVD e Blu-ray em 17 de outubro de 2017. Com base na série de televisão Batman dos anos 1960, o filme exibe Adam West (em seu papel final antes de sua morte), Burt Ward e Julie Newmar retomando seus papéis de Batman, Robin e Mulher-Gato da série.

## Sinopse
Na Penitenciária do Estado de Gotham, na presença de Batman, Robin e do advogado do distrito Harvey Dent, o Dr. Hugo Strange e sua assistente Dra. Harleen Quinzel fazem um experimento para drenar Coringa, Pinguim, Charada, Egghead e Senhor Frio com o Evil Extractor. Um experimento dá errado e Harvey Dent está exposto ao gás da coleção de Evil Extractors, apesar da intervenção de Batman. Os efeitos do gás fazem com que Harvey Dent se torne Duas-Caras quando ele se torna um jogador no submundo da cidade de Gotham. Agora, Batman e Robin devem trabalhar para derrotar o Duas-Caras.